# Paul Stieber
Paul Stieber (Gelsenkirchen, 1997. március 24. –) német utánpótlás-válogatott labdarúgó, jelenleg az Schalke 04 korosztályos csapatának játékosa.

## Pályafutása
2001-ben került a Erler SV csapatába, ahol egészen 2004 nyaráig szerepelt. Ezután a Schalke 04 akadémiájára került, ahol a korosztályos csapatokban szerepel. 2014. szeptember 17-én debütált a Schalke U19-es csapatában az UEFA-ifjúsági bajnokok ligájába a Chelsea U19-es csapata ellen.

## Válogatott
2013 márciusában  Christian Wück az akkori  Német U16-os labdarúgó-válogatott szövetségi kapitánya behívta a korosztályos válogatottba az Olasz U16-os labdarúgó-válogatott elleni barátságos mérkőzésre, amelyen csak a kispadon kapott szerepet az 5-0-ra megnyert mérkőzésen. A mérkőzés visszavágóján kezdőként kapott szerepet a mérkőzésen, egészen a 77. percig pályán volt, amikor is lecserélte edzője Lukas Ramserre.